# Utwa
Die Utwa (russisch Утва, auch Schingirlau, Tschingirlau) ist ein linker Nebenfluss des Ural im kasachischen Gebiet Westkasachstan.
Die Utwa entspringt an der Grenze zu Russland. Sie fließt überwiegend in nordwestlicher Richtung westlich an Aqsai vorbei durch das Gebiet Westkasachstan und erreicht nach 290 km linksseitig den Ural. Das Einzugsgebiet der Utwa umfasst 6940 km². Die Utwa wird hauptsächlich von der Schneeschmelze gespeist. Im Frühjahr führt der Fluss Hochwasser. In den Sommermonaten fällt die Utwa stellenweise trocken. Der mittlere Abfluss am Pegel Grigorjewka beträgt 3,8 m³/s. Der maximale Abfluss liegt bei 227 m³/s, das Minimum bei 0,19 m³/s. Zwischen November und April ist der Fluss eisbedeckt. Das Wasser der Utwa wird zur Bewässerung und Wasserversorgung genutzt.